# 伊巴雷特
伊巴雷特（法語：Hibarette，法語發音：[ibaʁɛt]）是法国上比利牛斯省的一个市镇，位于该省西部，属于塔布区。

## 地理
伊巴雷特（43°9'53"N, 0°2'4"E）面积1.53 平方千米，位于法国奧克西塔尼大區上比利牛斯省，该省份为法国西南部内陆省份，北至热尔省，西接大西洋比利牛斯省，南与西班牙接壤，东临上加龙省。
与伊巴雷特接壤的市镇（或旧市镇、城区）包括：卢埃、贝纳克、圣马丹。

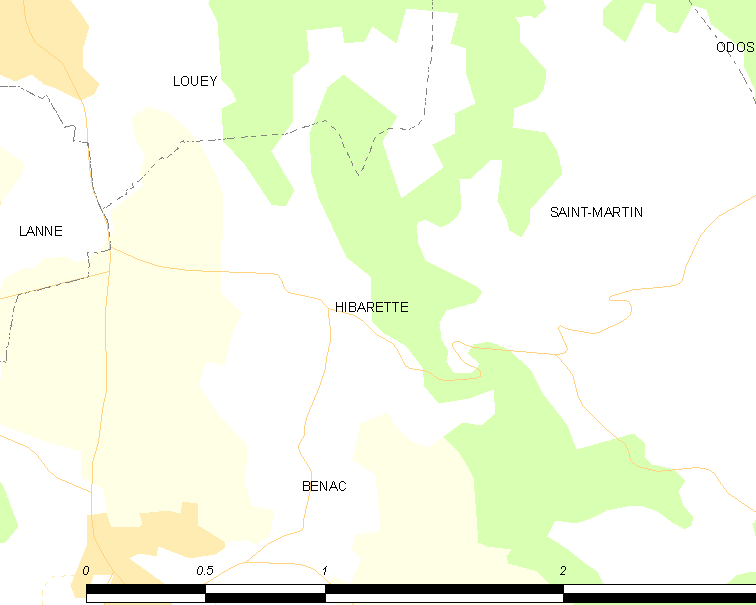
伊巴雷特的OSM定位图

伊巴雷特的时区为UTC+01:00、UTC+02:00（夏令时）。

## 行政
伊巴雷特的邮政编码为65380，INSEE市镇编码为65220。

## 政治
伊巴雷特所属的省级选区为奥桑县。

## 人口

1962-2008年间伊巴雷特人口变化图示

伊巴雷特于2022年1月1日时的人口数量为233人。